# Huonia hylophila
Huonia hylophila är en trollsländeart som beskrevs av Maurits Anne Lieftinck 1942. Huonia hylophila ingår i släktet Huonia och familjen segeltrollsländor. Inga underarter finns listade i Catalogue of Life.